# Jan Otčenášek
Jan Otčenášek (* 19. November 1924 in Prag; † 24. Februar 1979 ebenda) war ein tschechischer Schriftsteller und Drehbuchautor.

## Leben
Nach dem Studium an der Handelsakademie, die er 1943 beendete, arbeitete er zunächst in einer Prager Flugzeugfabrik und schloss sich der Widerstandsbewegung an. Seit 1952 arbeitete er im Verband der tschechoslowakischen Schriftsteller (Svaz československých spisovatelů) mit. Seit 1960 war er hauptberuflicher Schriftsteller und seit 1973 Dramaturg der Filmstudios Barrandov.

## Werke

### In deutscher Sprache
- Als es im Paradies regnete (Když v ráji pršelo) (1972), Roman aufgebaut auf einer Gefühlsbeziehung eines jungen intellektuellen Paares, das unter einfachen Lebensbedingungen im Böhmerwald lebt.
- Der hinkende Orpheus (Kulhavý Orfeus) (1964), Roman, in dem sich die Jugend während der Besatzung durch deutsche Nationalsozialisten gewerkschaftlich organisiert und ihr Versuch in dieser schweren Zeit nicht Abseits vom Geschehen zu sein.
- Zeit der Entscheidung
- Romeo und Julia und die Finsternis (Romeo, Julie a tma) (1958), Novelle über das tragische Schicksal des Studenten Paul und des jüdischen Mädchens Esther in der Zeit der Okkupation durch Deutsche.
- Auch dieser Ton muss klingen

### In tschechischer Sprache
Sein erstes Buch Plným krokem erschien 1952. Neben Büchern, die sich mit dem Aufbau des Kommunismus in der Tschechoslowakei beschäftigte, schrieb er auch Liebesromane. Hinzu kamen Filmprojekte, Drehbücher und dramaturgische Werke.

### Drehbücher
- 1959: Romeo, Julia und die Finsternis (Romeo, Julie a tma)
- 1961: Frühlingsgewitter (Jarní povětří)
- 1966: Mord auf heimische Art (Vražda po česku)
- 1968: Zwei Frauen und ein Revolver (Ta treti)
- 1973: Liebende im Jahre eins (Milenci v roce jedna)
- 1974: In jedem Zimmer eine Frau (V každém pokoji žena)
- 1976: Der Tod der Fliege (Smrt mouchy)
- 1977: Der Schatten des fliegenden Vogels (Stín létajícího ptácka)
- 1979: Liebe zwischen Regentropfen (Lásky mezi kapkami deste)